# Pipetă
O pipetă este un instrument de laborator folosit în chimie, biologie și medicină pentru a transporta un volum mic de lichid. Există diverse tipuri de pipete în funcție de scopul lor, și diferă în acuratețe și precizie. Pot fi fabricate din sticlă, însă cele mai complexe pipete sunt ajustabile și electronice. 